# St. Bartholomäus (Thanheim)

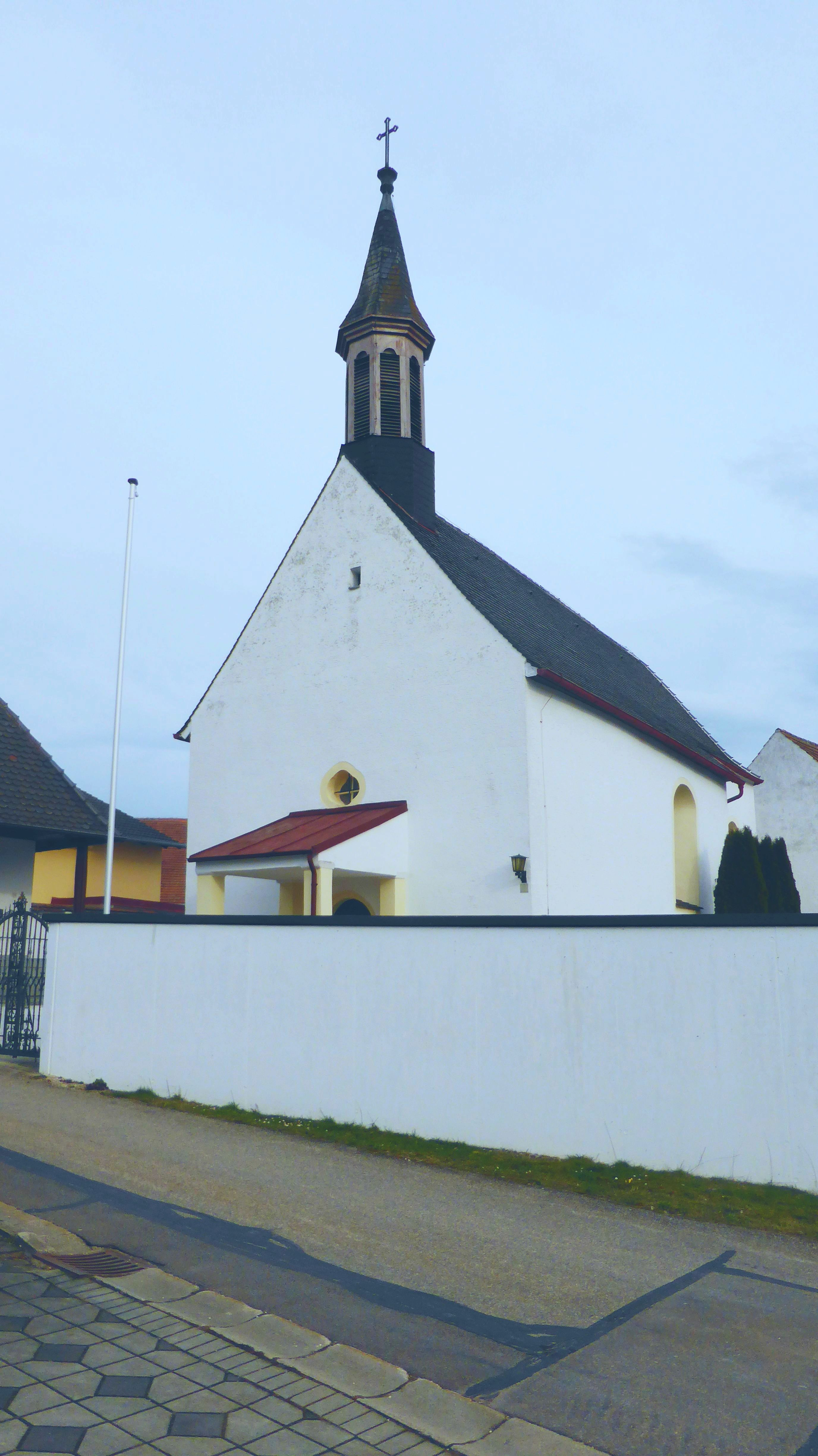
St. Bartholomäus (Thanheim)

Die römisch-katholische, denkmalgeschützte Filialkirche St. Bartholomäus steht in Thanheim, einem Gemeindeteil der Gemeinde Ensdorf im Landkreis Amberg-Sulzbach in der Oberpfalz. Die Kirche gehört zum Bistum Regensburg. Das Bauwerk ist unter der Denkmalnummer D-3-71-120-28 als Baudenkmal in die Bayerische Denkmalliste eingetragen.

## Beschreibung
Die Saalkirche wurde um 1700 anstelle eines Vorgängerbaus errichtet. Sie besteht aus einem Langhaus und einem eingezogenen, dreiseitig geschlossenen Chor im Osten. Aus dem Satteldach des Langhauses erhebt sich im Westen ein achteckiger Dachreiter, der den Glockenstuhl beherbergt, und der mit einem spitzen, schiefergedeckten Helm bedeckt ist.
Der Innenraum ist mit einer Flachdecke mit Hohlkehle überspannt, die auf toskanischen Pilastern sitzt. Zur Kirchenausstattung gehört der um 1700 gebaute Hochaltar, der mit Akanthus verziert ist. Im Altarretabel ist der Apostel Bartholomäus im nazarenischen Stil dargestellt.